# Lijnt
Lijnt is de naam van een bosgebied ten oosten van de buurtschap Zondveld dat eigendom is van de gemeente Meierijstad. Het gebied heeft een oppervlakte van 97 ha.
Dit bos is gelegen op een voormalig heideveld dat zich uitstrekte op de Midden-Brabantse dekzandrug. Teneinde dit gebied te ontginnen werd er op het eind van de 19e eeuw als tussenfase naaldbos op geplant. Naar het noorden, westen en zuiden toe zijn er inderdaad uitgestrekte landbouwontginningen gekomen. Dit bos is echter intact gebleven.